# Ready or Not (canción de Bridgit Mendler)
«Ready or Not» —en español: «Lista o No»— es el primer sencillo en solitario de la cantante y compositora Bridgit Mendler, y es el primer sencillo de su álbum debut, Hello My Name Is... (2012), que es también una de las líricas de la canción ("Hello my name is...[Bridgit]...Nice to meet you"). Se estrenó el 3 de agosto de 2012 y fue lanzado como descarga digital el 7 de agosto de 2012. La canción fue escrita por la misma Mendler, Emanuel "Eman" Kiriakou y Evan "Kidd" Bogart.
La canción recibió críticas positivas de los críticos de música, alabando el sonido único de la canción y también la voz Mendler, que ha sido comparada con Carly Rae Jepsen y Demi Lovato. La canción debutó en el número 98 en los EE. UU. Billboard Hot 100, número 80 en el Canadian Hot 100 de Billboard y alcanzó el puesto número 48 y el número 14 en los EE. UU. Top Heatseekers y alcanzó el puesto número 12. También ha debutado en el número 17 en el New Zealand Singles Chart, convirtiéndose en su primer éxito en el Top 20 internacional y alcanzó el puesto número 12. Hasta el momento ha vendido 21.000 copias en su primera semana de acuerdo con Nielsen SoundScan. El 17 de octubre de 2012, Mendler twiteó que la canción fue disco de oro en Canadá y el 29 de octubre de 2012, la canción fue disco de oro en Nueva Zelanda. El 11 de enero de 2013, la canción fue disco de oro en Estados Unidos.
El video musical fue dirigido por Philip Andelman y fue filmado en varios lugares en Los Ángeles, California. El vídeo musical oficial del sencillo se estrenó en Disney Channel el 10 de agosto de 2012. Se muestra en el transcurso de una búsqueda del tesoro desde el día a la noche, comprobando los artículos de una lista. A partir de enero de 2013, el vídeo ha ganado más de 77 millones de visitas en el canal VEVO de Mendler.

## Escritura y composición
En una entrevista con Kidzworld Media sobre lo que trata la canción, Mendler dijo: "Es una canción divertida sobre una chica que se siente como que ha sido el alhelí toda su vida y que quiere salir y hacerse cargo. Tiene el elemento romántico de que ella va hacía el tipo en lugar de esperar a que el mundo acuda a ella. Lo escribí con algunos grandes escritores y productores. Escribimos la mayor parte del álbum juntos ".
Mendler ha vuelto a hablar, entonces, sobre la canción: "He estado escribiendo canciones desde que tenía seis años y me siento muy contenta de compartir por fin mis canciones con el mundo. Quería escribir algo que sea empoderamiento de las chicas. Me considero haber sido la chica sentada en la acera esperando que el mundo lo note". También se reveló que Mendler había escrito la canción, con Emanuel "Eman" Kiriakou y Evan "Kidd" Bogart como coescritores.
Se dice que la canción es una "canción pop con tempo alto con una fuerte tendencia subyacente de alma" y que la canción cuenta con una interpolación de la canción de Fugees, «Ready or Not». Según Popdust, dicen que "cada detalle está donde debe estar, de las múltiples voces de revisión en el coro a los efectos de sintetizador de sonido que proporcionan puntuación y punchlines a los versos, a algunas de las canciones más inteligentes en las letras—que incluyen el emparejamiento "Oprah" con "Boca" y "Soy como un ladrón esta noche" con "Yo podría ser tu kriptonita." La canción consiste en "capas de sintetizadores y coros añadiendo una intensidad musical y emocional totalmente ausente de los versos sin preocupaciones." La voz de Mendler abarca desde A3-D5.

## Recepción de la crítica
La canción recibió críticas positivas de los críticos de música. Aunque Amy Sciarretto de PopCrush calificó la canción con 3 de 5 estrellas, fue positiva con su opinión, alabando su voz diciendo que "ella lo canta como ella lo entiende, al igual que una chica que ha chocado en el vagabundeo". También elogió el sonido único de la canción, diciendo que "aun así, esto no es un 'Throw Ya Hands Up' ajustado un concierto de danza para el conjunto potable. La canción es todos los ritmos brillantes, amapola y sus letras en su mayoría sesgar joven, como de 14 años, aun cuando ella canta, (Me gusta tu cara / ¿Te gusta mi canción?)". A continuación, también elogió la parte "reggae" de la canción, diciendo que "suena lindo". Concluyó su crítica diciendo que "En general, Ready or Not es un pegadizo - cancioncilla pop que va a quedarse atorado en el cerebro, como una astilla debajo de la piel, ya sea que les guste o no - adictivo, de verdad".
Devin Alessio de Seventeen Magazine dice que Mendler "está en línea para ser la próxima superestrella de Disney Channel". Elogió su voz, diciendo que "su sonido es una mezcla entre Carly Rae Jepsen y Demi Lovato" y describió el video musical como "super divertido". Llegó a la conclusión de que "[Ready or Not] es un himno total de chicas — ideal para escuchar cuando estás simplemente relajándose con sus amigos o preparándose para el regreso a casa ".

## Rendimiento en las listas
La canción debutó en el número 98 en el Billboard Hot 100 de Estados Unidos. La canción también debutó en el número 80 en el Canadian Hot 100 y alcanzó el puesto número 43, por lo que es su segunda canción en listar allí. La canción también debutó en el número 14 en el Top Heatseekers de Estados Unidos, su cuarta canción en listar allí y alcanzó el puesto número 3. También ha debutado en el número 17 en el New Zealand Singles Chart, convirtiéndose en su primer éxito Top 20 internacional. En su 11.ª semana en Billboard Hot 100 el sencillo saltó de la posición 94 a su punto máximo de 49 vendiendo 138.552 copias digitales. El 11 de enero de 2013, la canción fue disco de oro. Debutó en la séptima posición del UK Singles Chart en la semana que finaliza el 16 de marzo de 2013.

## Actuaciones en directo

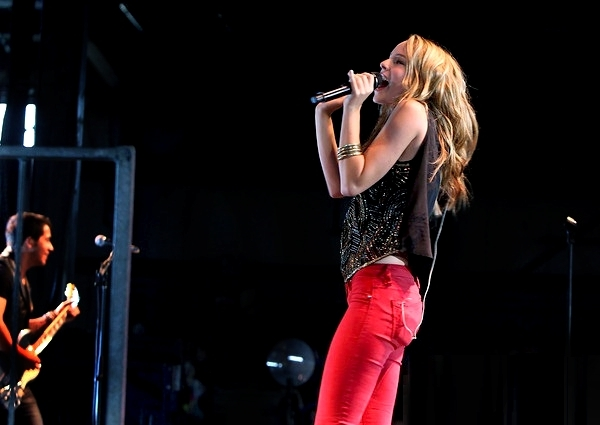
Bridgit Mendler

La canción fue interpretada en todas las fechas de su gira, Bridgit Mendler: Live in Concert. La versión acústica de "Ready or Not" fue interpretada en Off the Charts, en Clevver TV, el 19 de octubre de 2012. El 20 de octubre, Mendler interpretó la canción en Radio Disney y el programa de Disney Channel Total Access. Se presentó en The Morning Show también en Toronto, Canadá el 27 de agosto de 2012. Luego interpretó la canción en New Music Live en Toronto, Canadá el 28 de agosto de 2012. Interpretó una versión acústica de la canción en VEVO el 25 de septiembre de 2012. En Disneyland Resort la canción fue interpretada el 12 de octubre de 2012. Bridgit interpretó la canción el programa de Youtube Whatstrending el 23 de 23 de octubre  de 2012. Luego interpretó la canción en Radio Disney el 8 de octubre de 2012. Bridgit interpretó la canción en el programa de Youtube Whatstrending el 23 de octubre de 2012. Bridgit también interpretó la canción en Good Morning America el 14 de noviembre de 2012. Mendler interpretó la canción en Live! with Kelly and Michael el 15 de noviembre de 2012.
La canción también fue interpretada en la semifinal del programa The X Factor el 13 de diciembre de 2012. La actuación ha recibido críticas mixtas. Sam Lansky de Idolator comentó que Mendler estaba muy nerviosa y no tuvo un buen comienzo. Él dijo: "Mendler comenzó un poco inestable, pero al final encontró el equilibrio". Examiner dijo que la actuación no fue nada especial. Para Amy Sciarretto de Pop Crush la actuación fue genial y comentó: "Nos gustas, Bridg". A pesar de las críticas, Mendler afrontó y admitió que estaba nerviosa por toda la actuación y ella también estaba nerviosa al cantar para Britney Spears, según Pop Stop.

## Vídeo musical

### Antecedentes
El video musical fue dirigido por Philip Andelman y es filmado en varios lugares en Los Ángeles, California. El vídeo musical oficial para el sencillo se estrenó en Disney Channel el 10 de agosto de 2012. Se muestra el curso de una búsqueda del tesoro desde el día a la noche, con los artículos comprobándose de una lista. El 15 de enero de 2015 el video fue certificado por vevo al obtener 100 Millones de visitas. Felicidades Mendies!. Su segundo sencillo Hurricane cuenta de momento con 71 Millones a la espera de su segundo certificado vevo.

### Vídeo de letras
El vídeo de letras fue lanzado en el canal VEVO de Mendler el 3 de agosto de 2012. El vídeo comienza con la cámara mostrando las manos de Mendler agarrando una caja denominada "búsqueda del tesoro". Cuando la abre, en el interior están las fotos del vídeo musical y debajo de las fotos esta la letra de la canción. Al final, cierra la caja y la etiqueta cambia al título de la canción y deja de la caja allí.

### Sinopsis
El video musical comienza con Mendler cantando y saliendo con sus amigos en la cima de Mulholland Drive. Luego de marcharse para comenzar su "búsqueda del tesoro". En el coro, se les ve conduciendo alrededor de Hollywood. Luego de visitar un restaurante llamado Hama Sushi en Venice, California y todos ellos se toman una foto detrás de la barra de sushi (que es una de su búsqueda del tesoro). Luego, en la segunda estrofa de la canción, van a North Venice y se puede ver a Mendler cantando en un bote de remos y todos se toman una foto en el bote de remos junto a ella. A continuación, algunos de sus amigos se ven en un parque de patinaje en donde una persona en skate salta sobre un chico que está acostado hacia arriba (otra foto de su búsqueda del tesoro). Luego, en el coro de nuevo, se les ve salir del centro y en el Paseo de la Fama de Hollywood. Al final, ya hecha la búsqueda del tesoro se les ve en una fiesta en la azotea.

## Premios y nominaciones
| Año  | Premio                    | Categoría                          | Resultado | Ref.   |
| ---- | ------------------------- | ---------------------------------- | --------- | ------ |
| 2012 | PopCrush Awards           | Respecto al Pop (Mejor Canción)    | Ganador   | [ 25 ] |
| 2012 | PopDust Awards            | Las 100 Mejores Canciones del 2012 | 9°        | [ 26 ] |
| 2013 | Shorty Awards             | "Mejor Canción"                    | Nominado  | [ 27 ] |
| 2013 | Radio Disney Music Awards | Mejor Interpretación Acústica      | Ganador   | [ 28 ] |
| 2013 | Radio Disney Music Awards | Mejor Video musical                | Nominado  | [ 28 ] |

## Lista de canciones
- US iTunes single[29]

1. "Ready or Not" – 3:20

- UK Remixes EP[30]

1. "Ready or Not" – 3:21
2. "Ready or Not" (DJ M3 Remix) [Radio] – 3:39
3. "Ready or Not" (DJ Mike D Remix) [Extended Mixshow] – 3:36
4. "Ready or Not" (DJ M3 Remix) [Extended] – 4:53

## Listas y certificaciones
| Chart (2012–13)                             | Peak position |
| ------------------------------------------- | ------------- |
| Australia (ARIA)                            | 53            |
| Australia Hitseekers (ARIA)                 | 1             |
| Austria (Ö3 Austria Top 40)                 | 25            |
| Canadá (Canadian Hot 100)                   | 43            |
| República Checa (Rádio Top 100)             | 27            |
| Bélgica (Flandes) (Ultratip Bubbling Under) | 10            |
| Bélgica (Valonia) (Ultratop 50)             | 50            |
| Brazil (ABPD)                               | 46            |
| Dinamarca (Tracklisten)                     | 36            |
| Países Bajos (Mega Single Top 100)          | 57            |
| Países Bajos (Dutch Top 40)                 | 34            |
| Francia (SNEP)                              | 49            |
| Hungría (Rádiós Top 40)                     | 11            |
| Irlanda (IRMA)                              | 15            |
| Nueva Zelanda (Recorded Music NZ)           | 12            |
| Escocia (Scottish Singles Sales Chart)      | 6             |
| Eslovaquia (Rádio Top 100)                  | 45            |
| Reino Unido (UK Singles Chart)              | 7             |
| Estados Unidos (Billboard Hot 100)          | 49            |
| US Heatseakers Songs (Billboard)            | 3             |
| Estados Unidos (Mainstream Top 40)          | 26            |

| Región | Certificación | Ventas/envíos |
| --- | ------------- | ------------- |
| Canadá (Music Canada) | Platino       | 80,000^       |
| Nueva Zelanda (RIANZ) | Oro           | 7,000*        |
| Estados Unidos (RIAA) | Platino       | 1,000,000*    |
| Reino Unido (BPI) | Plata         | 200,000*      |
| * las cifras de ventas basadas solo en la certificación ^ las cifras basadas solo en los envíos de certificación x las cifras no especificadas basándose solo en la certificación |               |               |

## Historial de lanzamientos
| País                                      | Fecha                | Formato               | Sello discográfico |
| ----------------------------------------- | -------------------- | --------------------- | ------------------ |
| Estados Unidos                            | 3 de agosto de 2012  | Radio Disney Premiere | Hollywood Records  |
| Australia                                 | 4 de agosto de 2012  | Descarga digital      | Hollywood Records  |
| Brasil                                    | 4 de agosto de 2012  | Descarga digital      | Hollywood Records  |
| Nueva Zelanda                             | 4 de agosto de 2012  | Descarga digital      | Hollywood Records  |
| Estados Unidos                            | 7 de agosto de 2012  | Descarga digital      | Hollywood Records  |
| Canadá                                    | 7 de agosto de 2012  | Descarga digital      | Hollywood Records  |
| México                                    | 7 de agosto de 2012  | Descarga digital      | Hollywood Records  |
| Estados Unidos                            | 21 de agosto de 2012 | Mainstream radio      | Hollywood Records  |
| Europa (excepto el Reino Unido e Irlanda) | 14 de enero de 2013  | Descarga digital      | Hollywood Records  |
| Rusia                                     | 14 de enero de 2013  | Descarga digital      | Hollywood Records  |
| Reino Unido                               | 3 de marzo de 2013   | Remixes EP            | Hollywood Records  |
| Irlanda                                   | 3 de marzo de 2013   | Remixes EP            | Hollywood Records  |